# Fuentepiñel
Fuentepiñel è un comune spagnolo di 172 abitanti situato nella comunità autonoma di Castiglia e León.